# Conclaaf van 2013

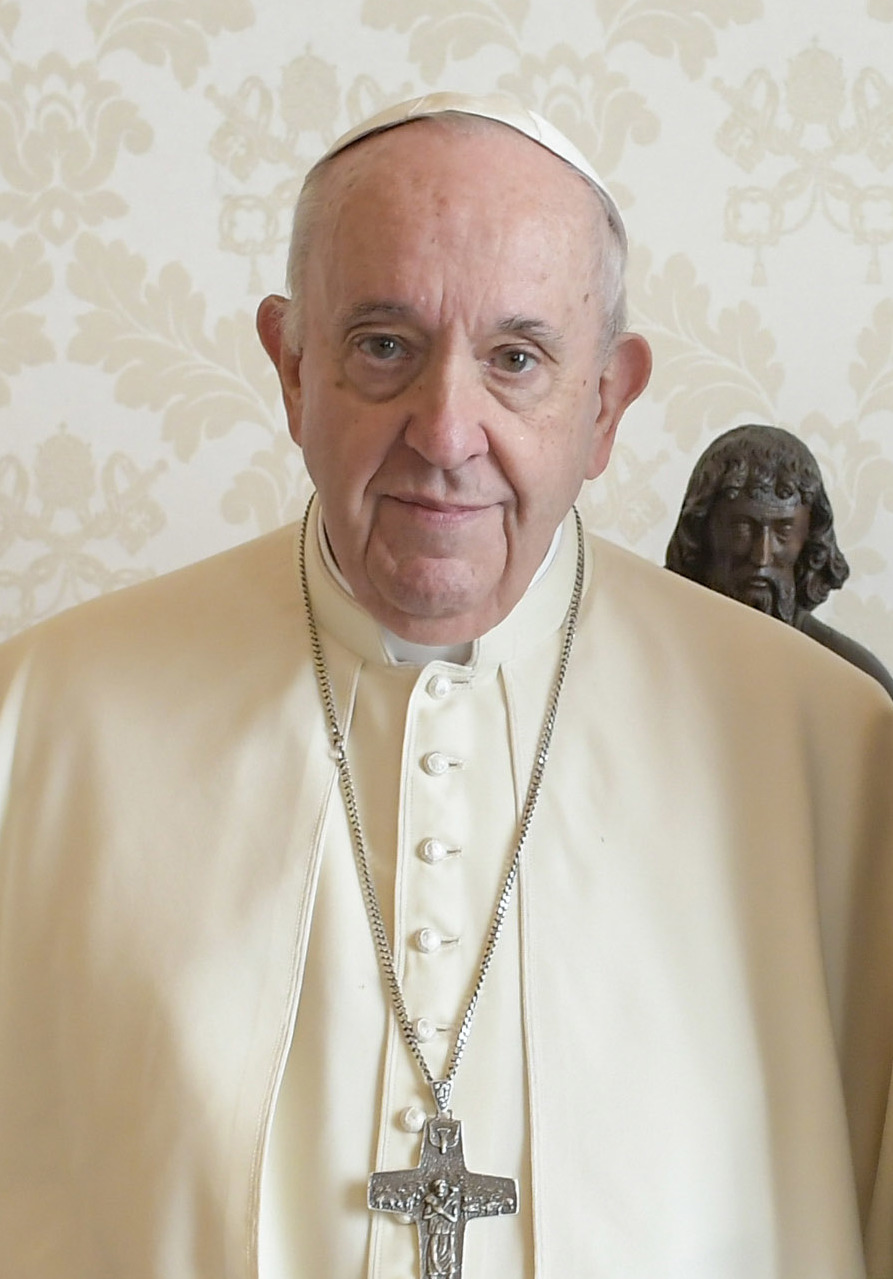
Paus Franciscus

Aantal kardinalen per continent. Italië is apart weergegeven.

Het conclaaf van 2013 vond plaats nadat paus Benedictus XVI op 28 februari 2013 was afgetreden. 115 van de 117 stemgerechtigde kardinalen van de Rooms-Katholieke Kerk kwamen op 12 maart dat jaar samen in de Sixtijnse Kapel in Rome om een nieuwe paus te kiezen.

## Verloop
Op 28 februari trad Benedictus XVI af als paus. Het conclaaf ging op 12 maart van start. Dit werd 's morgens ingeluid met de mis Pro Eligendo Pontifice (= voor de verkiezing van de Pontifex) in de Sint-Pietersbasiliek. Hierin ging de deken van het College van Kardinalen, Angelo Sodano, voor. Om 16.30 uur vertrokken de aanwezige stemgerechtigde kardinalen onder het zingen van de Litanie van alle Heiligen in processie van de Cappella Paolina naar de Sixtijnse Kapel voor de eerste stemming. Aangezien de voornoemde deken en sub-deken, Roger Etchegaray, beiden de uiterste stemgerechtigde leeftijd van tachtig jaar waren gepasseerd, werd het conclaaf geleid door de oudste aanwezige stemgerechtigde kardinaal-bisschop, Giovanni Battista Re. Na het zingen van de hymne Veni Creator Spiritus legden alle kardinalen vervolgens een voor een met een hand op het Evangeliarium de eed van geheimhouding af.

### Stemrondes
Na het uitspreken van het Extra Omnes (= allen naar buiten), door de pauselijke ceremoniemeester Mgr. Guido Marini, verlieten om 17.35 uur alle niet-conclavisten de kapel en werd de deur door de ceremoniemeester gesloten. Aangezien de kardinalen tijdens het conclaaf niet met de buitenwereld mochten communiceren, moesten mobiele telefoons en tablets uitgeschakeld worden.
De eerste stemronde leverde nog geen nieuwe paus op, getuige de zwarte rook die rond 19.45 uur uit de schoorsteen kwam. Op woensdag 13 maart werd viermaal gestemd: tweemaal 's middags en tweemaal 's avonds. Na de eerste twee van die stemrondes verscheen nogmaals zwarte rook uit de schoorsteen. Na de twee rondes die 's avonds werden gehouden was er echter kort na 19.00 uur witte rook te zien, ten teken dat er een nieuwe paus was gekozen.

### Habemus papam
De nieuwe paus werd bekendgemaakt door kardinaal-protodiaken Jean-Louis Tauran. Hij kondigde met het Habemus papam de 76-jarige Argentijnse kardinaal Jorge Mario Bergoglio, aartsbisschop van Buenos Aires, aan als paus Franciscus. Hij was de eerste paus uit Latijns-Amerika en de eerste niet-Europese paus sinds paus Gregorius III. Franciscus was ook de eerste paus uit de jezuïetenorde. Opmerkelijk was dat het wapentapijt dat over het balkon werd gehangen leeg was. Bij vorige gelegenheden werd uit eerbetoon het pauselijke wapen van de vorige paus nog getoond. De reden hiervoor was dat de vorige paus nog in leven was en zijn wapen nog steeds droeg.

## Kiesgerechtigde kardinalen
Het College van Kardinalen telde 207 leden van wie er 117 kiesgerechtigd waren. De gemiddelde leeftijd van de kardinaal-electoren was 71 jaar; van deze kardinalen waren er 67 door Benedictus XVI benoemd en 50 door diens voorganger, Johannes Paulus II. De twee door Paulus VI benoemde kardinalen die nog in leven waren, waren niet meer kiesgerechtigd. Van de 117 kiesgerechtigde kardinalen waren er 115 aanwezig op het conclaaf. De geografische verdeling van de stemmen was als volgt:
- Italië: 28
- Rest van Europa: 32
- Noord-Amerika: 14
- Latijns-Amerika: 19
- Afrika: 11
- Azië en Oceanië: 11

### Kiesgerechtigde kardinalen die niet aanwezig waren op het conclaaf
- Julius Darmaatmadja (Indonesië), vanwege gezondheidsredenen.[4]
- Keith Michael Patrick O'Brien (Verenigd Koninkrijk), na geruchten over seksueel misbruik.[5]